# Could've Been You
"Could've Been You" é uma canção do gênero rock interpretada primeiramente pelo cantor estadunidense Bob Halligan, e mais tarde popularizada pela cantora e atriz estadunidense Cher. A música foi composta por Halligan, em parceria com Arnie Roman, para o seu álbum Window in the Wall (1991). A versão cover de Cher foi produzida por Peter Asher e lançada exclusivamente no mercado europeu no início de 1992 como quarto single do seu vigésimo primeiro álbum de estúdio, Love Hurts. Liricamente, "Could've Been You" é uma mensagem do protagonista da canção para o seu ou sua ex.
A versão de Cher para "Could've Been You" recebeu comentários positivos da crítica e alcançou a posição de n° 31 no UK Singles Chart. Cher promoveu a canção em aparições nos programas de televisão Top of the Pops e Aspel and Company.

## Informações gerais
Em 1991, Bob Halligan lançou o álbum Window in the Wall pela Atco Records. O único single lançado do álbum foi sua primeira faixa, "Could've Been You", escrita por Halligan e Arnie Roman. De acordo com Halligan, a Atco Records vinha passando por um momento de "agitação política" naquele ano, e sua gravação era "uma das únicas que foram autorizadas a ser executadas na noite sem maiores problemas". Ele também ressaltou que a canção "durou três semanas na rádio. Ela saiu ao som de um bater de palmas."
Mais tarde, no mesmo ano, Cher regravou "Could've Been You" para seu álbum Love Hurts. Sua versão foi produzida por Peter Asher, que já havia trabalhado anteriormente com Cher em seu hit n°1 no Reino Unido "The Shoop Shoop Song (It's in His Kiss)". A b-side do primeiro lançamento do single no Reino Unido no formato de 7 polegadas foi "One Small Step", um dueto com o cantor e compositor estadunidense Richard Page, enquanto a b-side do segundo single de 7 polegadas do Reino Unido foi "Love and Understanding". O segundo single de 7 polegadas do Reino Unido e o maxi-single da Alemanha foram lançados com a mesma capa, uma imagem de Cher em um vestido babydoll, enquanto o primeiro single de 7 polegadas do Reino Unido foi lançado com a mesma foto cortada para mostrar apenas as pernas de Cher. A foto inteira foi reutilizada mais tarde para a capa do livro da Love Hurts Tour. O single de 12 polegadas do Reino Unido foi o último a ser lançado; sua capa tem um vinil transparente e mostra Cher em uma peruca preta, lisa e longa. Em 1993, "Could've Been You" foi relançada como b-side do single "Whenever You're Near" no formato de 7 polegadas do Reino Unido.

## Recepção da crítica
"Could've Been You" recebeu análises positivas da crítica. O crítico de rock Jim Farber, da revista americana Entertainment Weekly, disse que o álbum (Love Hurts) "é muito mais divertido em números como 'Could've Been You', no qual, em busca de vingança, ela tenta chegar ao meio das pernas do babaca e espremer". David Wild, do jornal americano News & Record, considerou "Love and Understanding", "Save Up All Your Tears" e "Could've Been You" "faixas fortes" que "mostram que ela ainda é uma cantora pop eficaz". A crítica do jornal americano Telegram & Gazette observou que "Cher tenta mostrar seu talento sexual na música, ...um ótimo veículo para ela, uma canção do tipo 'esfregando-na-sua-cara' dirigida a um ex-namorado".

## Apresentações ao vivo
Cher promoveu "Could've Been You" com uma apresentação ao vivo no programa de televisão Top of the Pops em 9 de abril de 1992, seis dias antes do início de sua primeira turnê na Europa, a Love Hurts Tour, em Berlim, Alemanha. Para a apresentação, Cher usou uma peruca encaracolada ruiva e um terno com a jaqueta aberta, mostrando um sutiã de couro. Em 11 de abril de 1992, Cher apareceu no programa de televisão Aspel and Company para apresentar a música e ser entrevistada por Michael Aspel.

## Listas de faixas e formatos
| - UK 12" single 1. "Could've Been You" – 3:30 2. "Love and Understanding" – 4:43 3. "Save Up All Your Tears" – 4:00 - Germany CD-Maxi single 1. "Could've Been You" – 3:30 2. "One Small Step" (dueto com Richard Page) – 3:28 3. "When Love Calls Your Name" – 3:32 | - UK 7" single 1. "Could've Been You" – 3:30 2. "One Small Step" (dueto com Richard Page) – 3:28 - UK 7" single 1. "Could've Been You" – 3:30 2. "Love and Understanding" – 4:43 |

## Créditos e equipe
- Arte – Kevin Reagan
- Direção – Bill Sammeth, John Kalodner
- Fotografia – Herb Ritts
- Produção – Peter Asher
- Gravação e mixagem – Frank Wolf

## Desempenho nas paradas
A canção estreou no UK Singles Chart na posição de n° 32 na semana de 18 de abril de 1992. Em sua segunda semana, chegou à posição máxima de n° 31, caindo na semana seguinte para o n° 43 e então para o n° 60 em sua quarta e última semana na parada. A canção também entrou no German Singles Chart no final de maio de 1992, permanecendo sete semanas na parada, e alcançou a posição máxima de n° 75.
| Parada (1992)         | Posição máxima |
| --------------------- | -------------- |
| Germany Singles Chart | 75             |
| UK Singles Chart      | 31             |